# Diecezja Madison
Diecezja Madison (łac. Dioecesis Madisonensis, ang. Diocese of Madison) jest diecezją Kościoła rzymskokatolickiego w metropolii Milwaukee w Stanach Zjednoczonych. Swym zasięgiem obejmuje południową część stanu Wisconsin. 

## Historia
Diecezja została kanonicznie erygowana 22 grudnia 1945 roku przez papieża Piusa XII. Wyodrębniono ją z archidiecezji Milwaukee i diecezji Green Bay i La Crosse. Pierwszym ordynariuszem został dotychczasowy biskup Superior William Patrick O’Connor (1886-1973). Katedra diecezjalna św. Rafała Archanioła uległa zniszczeniu w wyniku pożaru z 14 marca 2005 roku. Od roku 2007 trwa jej odbudowa.

## Ordynariusze
- William Patrick O’Connor (1946–1967)
- Cletus Francis O’Donnell (1967–1992)
- William Henry Bullock (1993–2003)
- Robert Morlino (2003-2018)
- Donald Hying (od 2019)